# Atrophaneura luchti
Atrophaneura luchti là một loài bướm ngày thuộc họ Papilionidae. Nó là loài đặc hữu của Indonesia.